# 圣伊莱尔珀蒂维尔
圣伊莱尔珀蒂维尔（法語：Saint-Hilaire-Petitville，法語發音：[sɛ̃.t‿ilɛʁ pətivil]）是法国芒什省的一个旧市镇，属于圣洛区。2019年，圣伊莱尔珀蒂维尔与邻近的4个市镇并入市镇卡朗唐莱马赖。

## 地理
圣伊莱尔珀蒂维尔（49°18'14"N, 1°13'40"W）面积9.99 平方千米，位于法国诺曼底大区芒什省，该省份为法国西北部沿海省份，西、北、东北三面环大西洋，东起顺时针与卡爾瓦多斯省、奧恩省、马耶讷省和伊勒-维莱讷省接壤。
与圣伊莱尔珀蒂维尔接壤的市镇（或旧市镇、城区）包括：卡朗唐、布雷旺、卡朗唐莱马赖、卡村、格赖涅地区蒙马丹、圣科姆迪蒙、圣乔治德博翁、圣佩勒兰。

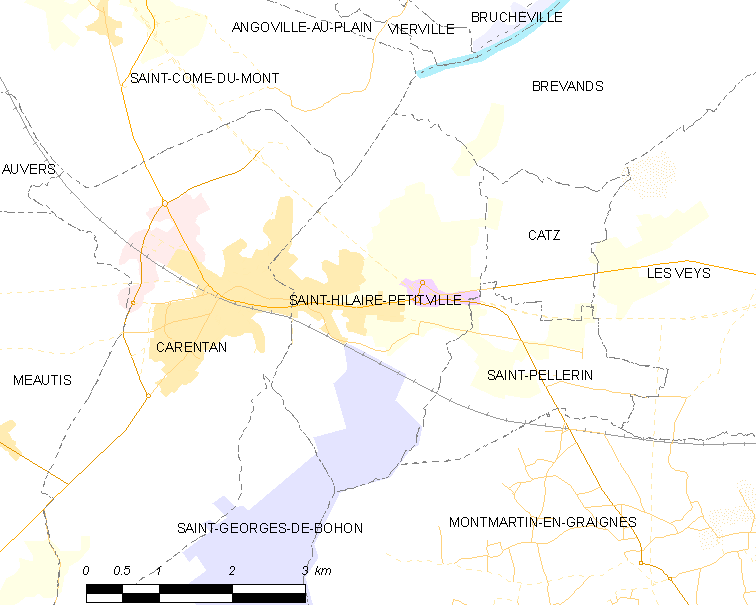
圣伊莱尔珀蒂维尔的OSM定位图

圣伊莱尔珀蒂维尔的时区为UTC+01:00、UTC+02:00（夏令时）。

## 行政
圣伊莱尔珀蒂维尔的邮政编码为50500，INSEE市镇编码为50485。

## 政治
圣伊莱尔珀蒂维尔所属的省级选区为卡朗唐莱马赖县。

## 人口

1962-2008年间圣伊莱尔珀蒂维尔人口变化图示

圣伊莱尔珀蒂维尔于2018年1月1日时的人口数量为1354人。